# Jean Peters
Jean Peters, właśc. Elizabeth Jean Peter (ur. 15 października 1926, zm. 13 października 2000) – amerykańska aktorka filmowa i telewizyjna. Gwiazda 20th Century Fox na przełomie lat 40. i 50.

## Biografia
Urodziła się w 1926 r. w East Canton w stanie Ohio w USA. Była córką Elizabeth (z domu Diesel) i Geralda Petersa, kierownika pralni. Wychowała się na małej farmie w East Canton. Jej rodzice byli medotystami.
Na Uniwersytecie Stanowym Ohio studiowała pedagogikę. W 1945 roku wzięła udział w konkursie Miss Ohio State Pageant i wygrała go, pokonując 11 innych finalistek.
W 1946 roku wygrała konkurs ekranowy w 20th Century Fox w Hollywood, co zapoczątkowało jej karierę aktorską.
Zadebiutował w 1947 roku w filmie „Szpada Kastylii”. Film okazał się sukcesem i spowodował napływ nowych propozycji filmowych. Głośnym filmem z jej udziałem był film „Niagara”, gdzie wystąpiła u boku Marilyn Monroe.
W 1955 roku aktorka rozwiodła się ze swym dotychczasowym mężem, a 1957 roku poślubiła początkującego wówczas aktora Howarda Hughesa. Planowała wówczas wycofać się z aktorstwa. Jednak jej drugie małżeństwo także zakończyło się rozwodem. Jean ponownie za mąż za jednego z szefów wytwórni Twentieth – Century Fox. Powróciła też do aktorstwa, ale występowała jedynie w telewizji. Zmarła na białaczkę w 2000 roku.

## Filmografia wybrana
- 1947: Szpada Kastylii (Captain from Castile)
- 1948: Deep Waters
- 1949: It Happens Every Spring
- 1950: Love That Brute
- 1951: As Young as You Feel
- 1951: Take Care of My Little Girl
- 1951: Anna z Indii (Anne of the Indies)
- 1952: Viva Zapata!
- 1952: Wait Till the Sun Shines Nelly
- 1952: Lure of the Wilderness
- 1952: O. Henry przy pełnej widowni (O. Henry’s Full House)
- 1953: Niagara
- 1953: Kradzież na South Street (Pickup on South Street)
- 1953: A Blueprint for Murder
- 1953: Vicki
- 1954: Trzy monety w fontannie (Three Coins in the Fountain)
- 1954: Ostatnia walka Apacza (Apache)
- 1954: Złamana lanca (Broken Lance)
- 1955: A Man Called Peter
- 1976: Arthur Hailey’s the Moneychangers
- 1981: Piotr i Paweł (Peter and Paul)